# 6044 Hammer-Purgstall
6044 Hammer-Purgstall este un asteroid din centura principală de asteroizi.

## Descriere
6044 Hammer-Purgstall este un asteroid din centura principală de asteroizi. A fost descoperit pe 13 septembrie 1991 la Tautenburg de Lutz Dieter Schmadel și Freimut Börngen. Asteroidul prezintă o orbită caracterizată de o semiaxă mare de 2,77 ua, o excentricitate de 0,16 și o înclinație de 8,9° în raport cu ecliptica.